# Departamento del Cauca (Gran Colombia)
El departamento del Cauca fue una subdivisión administrativa y territorial de la Gran Colombia ubicada en el occidente de la actual Colombia.
El departamento fue creado en 1821,  y perduró hasta la disolución del país en 1830. Sin embargo en 1886 resurgió de nuevo como uno de los 9 departamentos que dieron origen a la actual República de Colombia.
El territorio del departamento del Cauca incluía todo el territorio que hoy corresponde a la costa pacífica de Colombia. La capital del departamento fue Popayán.

## Historia

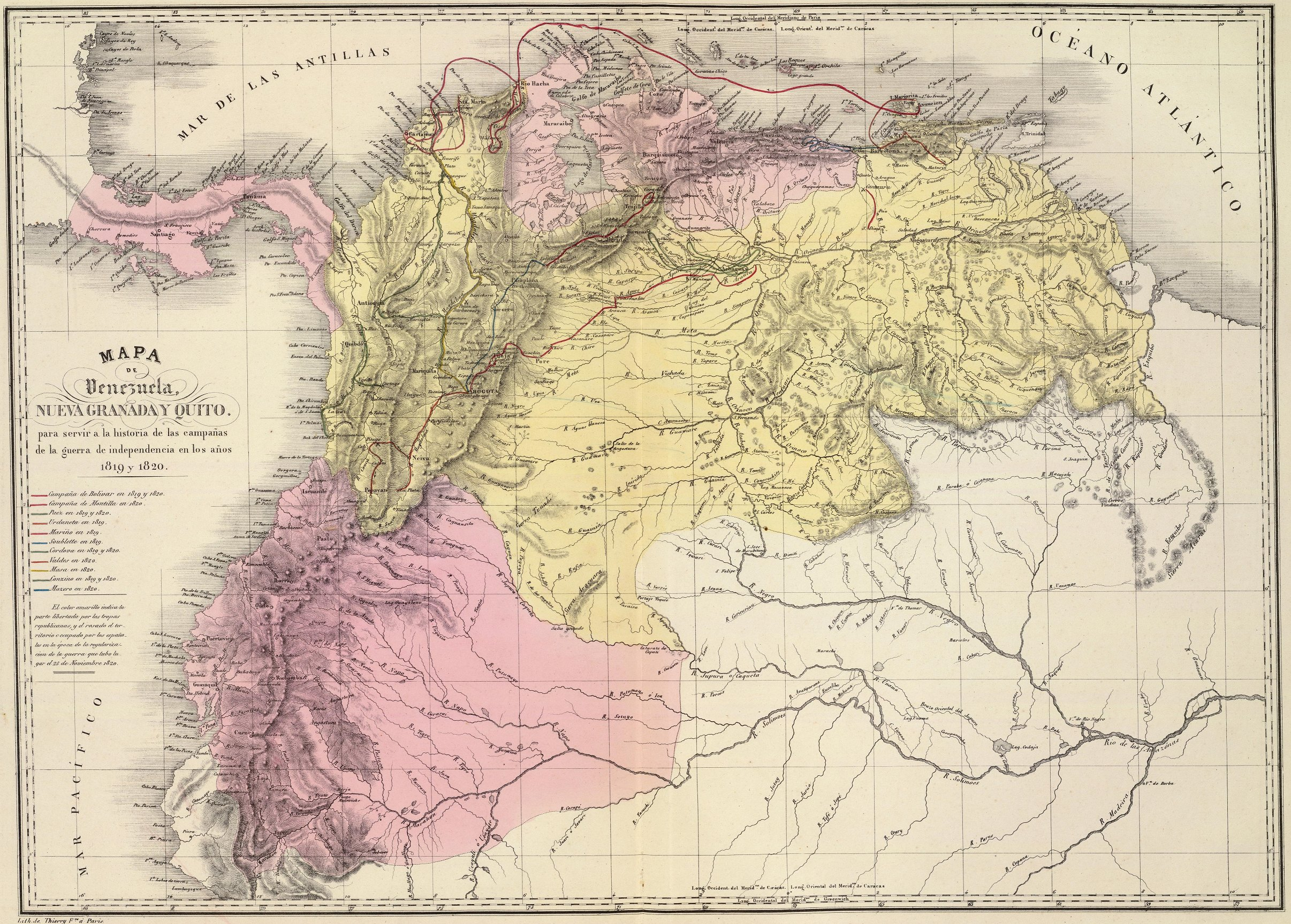
Venezuela y Nueva Granada entre 1819 y 1820. En rojo los territorios en poder de las fuerzas españolas. En amarillo los territorios independientes.

En 1820, se hallaban en poder de los españoles todo el departamento de Quito, el centro-norte de Venezuela y las regiones de Cartagena de Indias y Santa Marta.
En 1821, se produce una nueva reorganización que crea los departamentos de Boyacá, Magdalena y Cauca a partir del de Cundinamarca.

## Divisiones administrativas

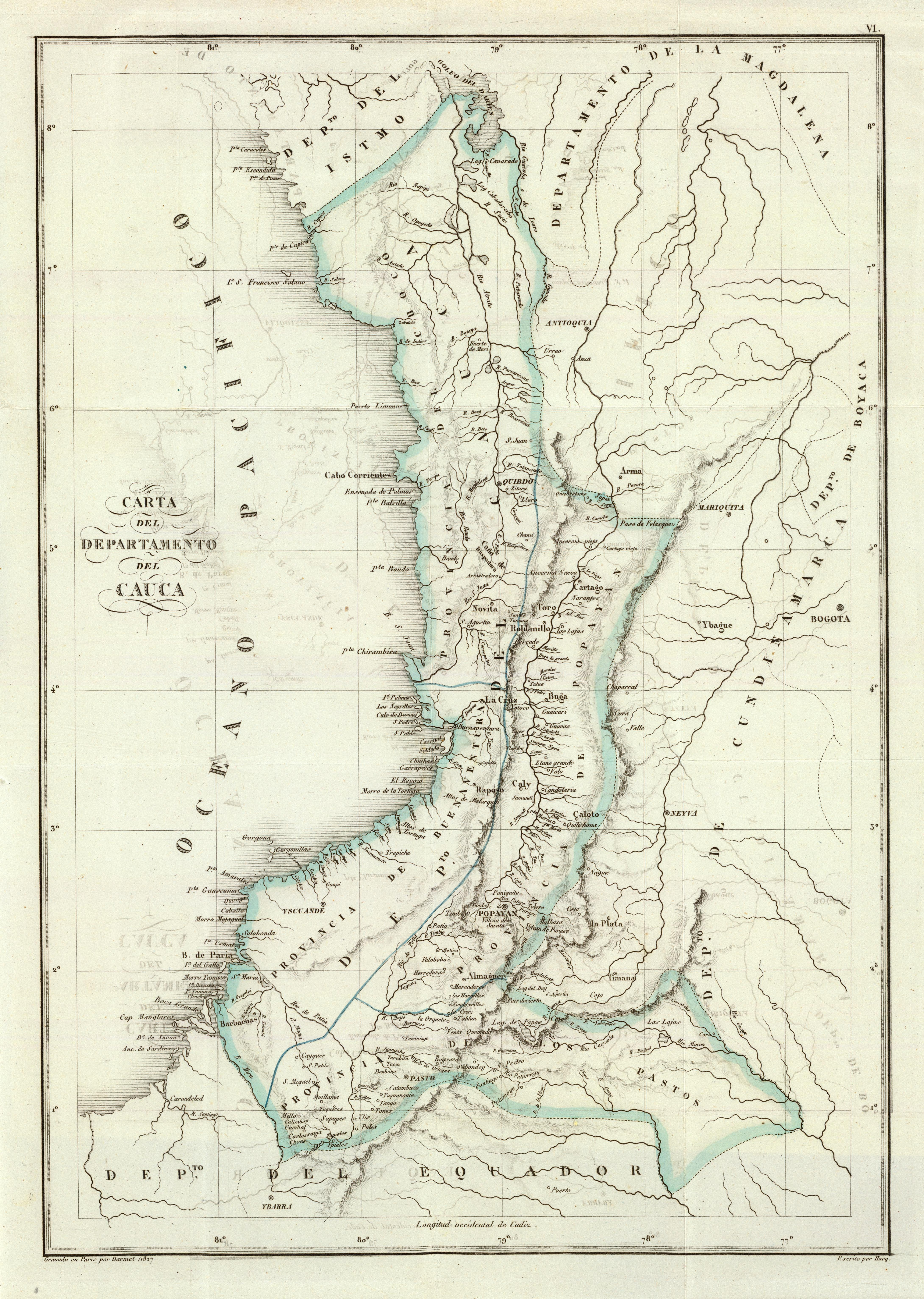
Carta del departamento del Cauca y sus divisiones administrativas en 1827.

En 1824, por medio de la Ley de División Territorial de la República de Colombia, el departamento se subdividía en provincias. De acuerdo a las leyes de la Gran Colombia, a la cabeza del gobierno civil del departamento se hallaba un intendente y la autoridad militar estaba representada por el comandante general del departamento.
Según la Ley de División Territorial de la República de Colombia del 25 de junio de 1824, el departamento del Cauca comprendía 4 provincias y 21 cantones:
- Provincia de Buenaventura. Capital: Iscuandé. Cantones: Iscuandé, Barbacoas, Tumaco, Micay (Guapí)y Raposo (La Cruz).
- Provincia del Chocó. Capital: Quibdó. Cantones: Atrato (Quibdó) y San Juan (Nóvita).
- Provincia de Pasto. Capital: Pasto. Cantones: Pasto, Túquerres e Ipiales.
- Provincia de Popayán. Capital: Popayán. Cantones: Popayán, Almaguer, Caloto, Cali, Roldanillo, Buga, Palmira, Cartago, Tuluá, Toro y Supía.